# Monotypie
Monotypie ist ein im 17. Jahrhundert wohl von Giovanni Benedetto Castiglione (1609–1664) erfundenes Verfahren der Bildenden Kunst.

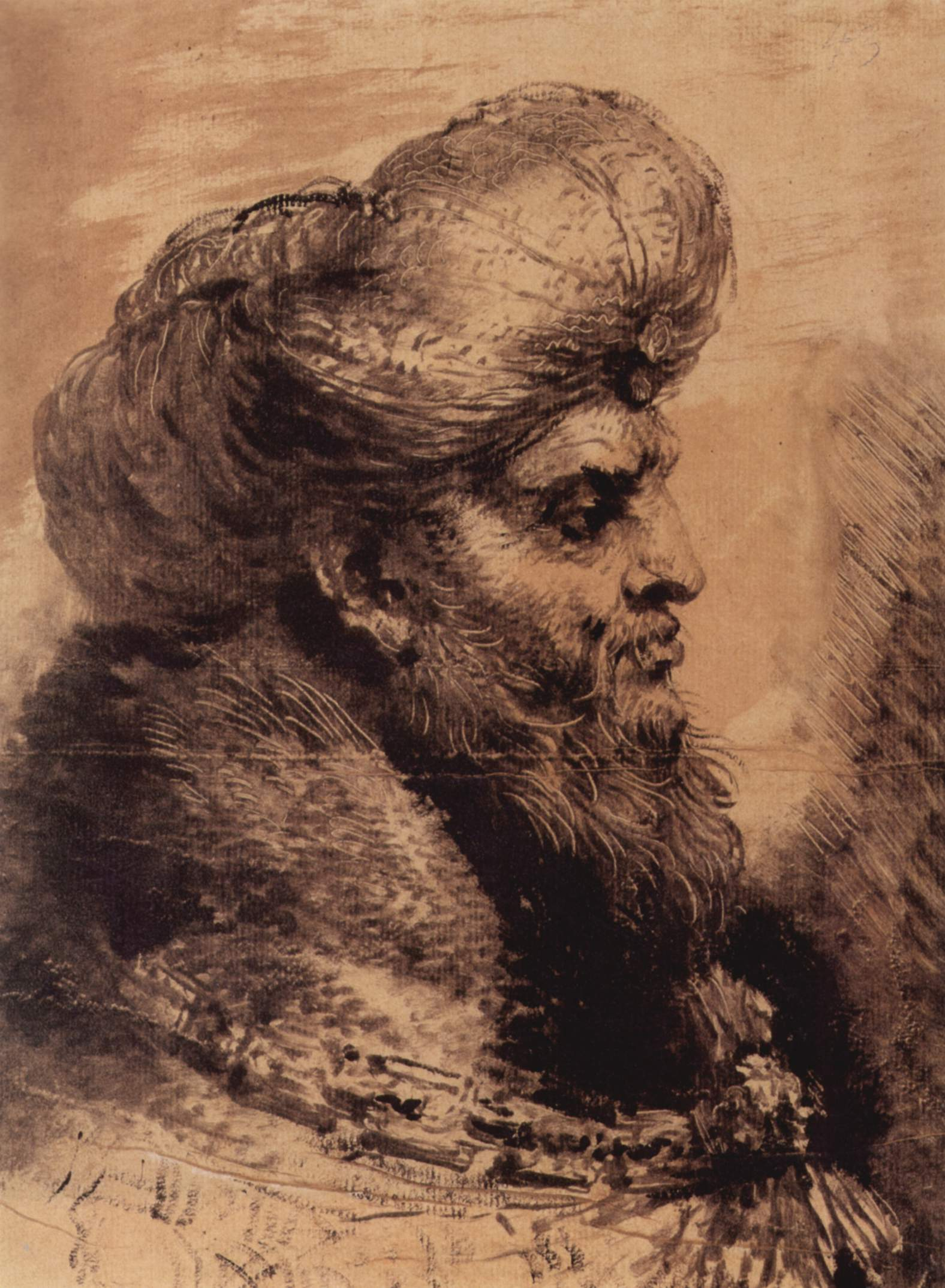
Castiglione: Kopf eines Orientalen, 1655, Monotypie aquarelliert und mit Öl überarbeitet

Statt auf Papier oder Leinwand wird auf Glas-, Igelit-, Acryl- oder Metallplatten gezeichnet oder gemalt und, solange die Farbe noch feucht ist, mittels Presse oder Handabreibung auf das Papier gedruckt.
Geschieht das mit einer Druckpresse, hat der Abzug einen Plattenrand wie ein Tiefdruck.

## Technik
Die Monotypie (mono-, griechisch „allein, einzig, ein“, und typographía „Schlag, Abdruck, Figur, Typ“ – „ein einziger Druck“) ist ein Unikat und kann nicht der herkömmlichen Druckgrafik zugerechnet werden, da das Hauptmerkmal der Druckgrafik, die Herstellung beliebig vieler (nahezu) identischer Abbildungen, von denen jedes ein Original darstellt, nicht gegeben ist.
Die Bildgestaltung erfolgt als Druckvorgang entweder durch selektives Auftragen der Farbe oder durch selektives An- beziehungsweise Durchpressen des Druckstoffes etwa eines dünnen Papiers. Das Motiv wird mit feuchter Farbe auf das Trägermedium gemalt, der Abzug angefertigt, während die Farbe noch nass ist.
Die Monotypie ist daher eine Verbindung von Malerei, Zeichnung und Grafik.

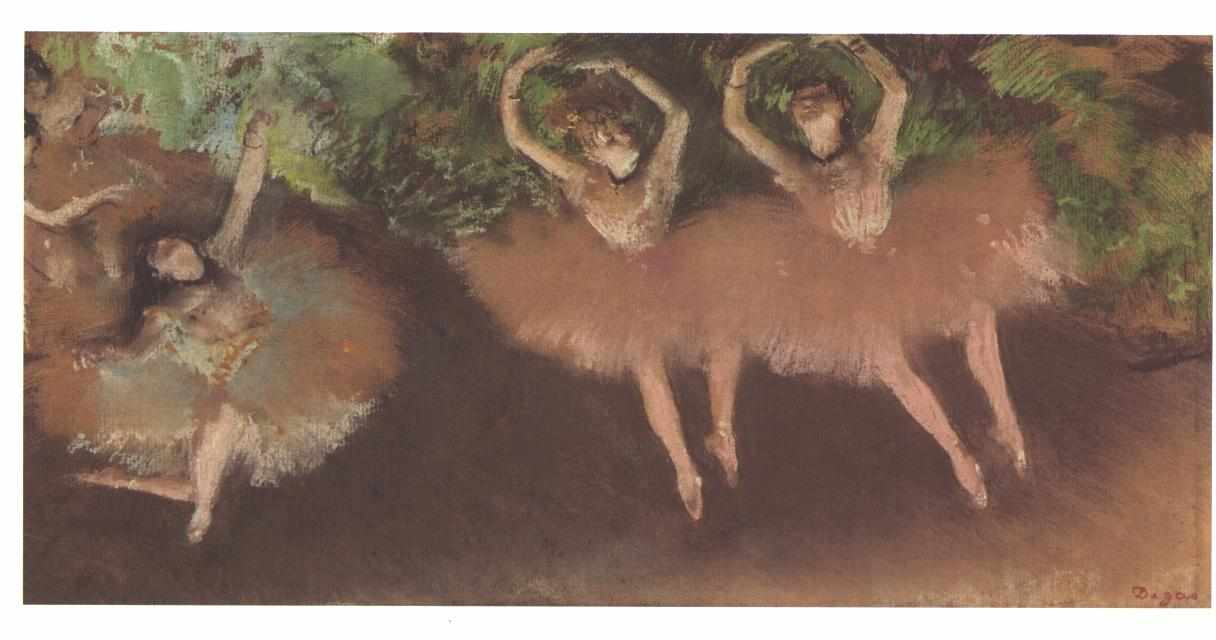
Edgar Degas, Ballettszene, 1879

Eine alternative Monotypietechnik funktioniert folgendermaßen: Auf eine absolut gleichmäßig mit einer Druckfarbe (zum Beispiel Offsetdruckfarbe, als Rest in einer Druckerei erhältlich) eingewalzte Glas-, Stein- oder Acrylplatte wird ein sehr dünnes Papier gelegt. Auf der obenliegenden Rückseite des Papiers wird seitenverkehrt das Motiv gezeichnet. Es kann vor dem Auflegen auf die eingewalzte Platte vorgezeichnet werden. Weiche Zeichengeräte, beispielsweise Graphitkreide, erzeugen  auf der Unterseite einen weichen samtenen Strich, harte, wie zum Beispiel ein Kugelschreiber, eine entsprechend klare Linie. Halbtöne werden durch Anreiben mit dem Daumen oder Handballen erzeugt oder durch Verwendung von Farbflächen mit unterschiedlicher Fetthaltigkeit der Farbe. Bei Verwendung von Ölfarben sind ebenfalls Schattierungen durch Abtupfen mit einem Lappen oder Verdünnen der Farbe mit Terpentin möglich und bei einem Druck/Handabrieb auf Seidenpapier und ähnlichem Material erscheinen die Abzüge ähnlich einer Lithographie. 

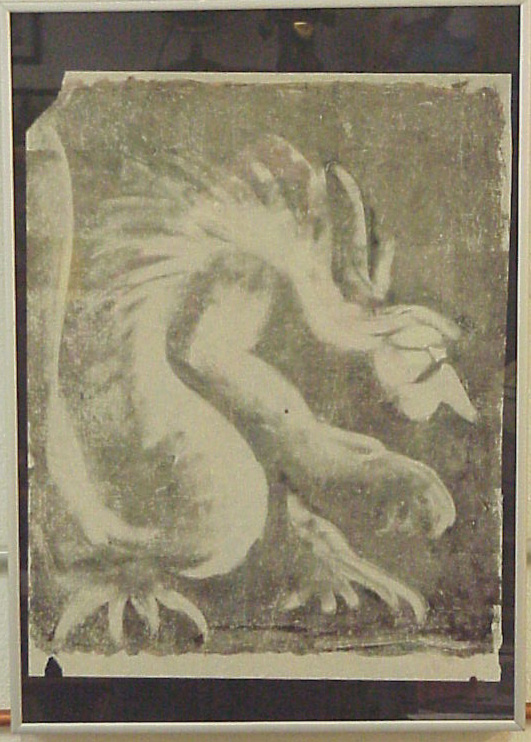
Peter Trautner: Drache, Monotypie von Öl auf Glasplatte gedruckt

Mehrfarbige Monotypien bekommt man durch neu oder zusätzlich mit weiteren Farben eingewalzte Glasplatten. Durch die Verbindung beider Techniken erreicht man reizvolle Ergebnisse. Durch Aneinanderreihen von Monotypien in der Senk- und Waagerechten erhält man Mosaike, die einen besonderen Reiz ausüben.
Nicht die Druckform bestimmt das Bild, sondern die Art und Weise, wie die Farbe auf eine ebene Fläche aufgetragen und davon abgenommen wird. Die Verbindung zur Druckgrafik ist darin zu sehen, dass die Bildfläche nicht direkt, sondern in mittelbarer Arbeitsweise bearbeitet wird.
Die Technik der Monotypie eignet sich im Kunstunterricht, um Erfahrungen im Bereich Malerei, Zeichnen und Druckgrafik sammeln können. Additive und subtraktive Möglichkeiten des Farbauftrags auf den Druckstock erlauben ebenso experimentelles wie planvolles Arbeiten.

## Künstler
Bekannte internationale Künstler, die Monotypien schufen, waren zum Beispiel William Blake, Herbert Brandl, Giovanni Benedetto Castiglione, Edgar Degas, Shara Hughes, Jasper Johns. 
In Deutschland schufen u. a. Otto Engelhardt-Kyffhäuser, Paul Klee, Max Lachnit, Wilhelm Lachnit, Martin Lehnert, Herbert Tucholski, Willi Ulfig und Willy Wolff Monotypien.